# Par la porte d'or
Pour plus de détails, voir Fiche technique et Distribution.
Par la porte d'or (Hold Back the Dawn) est un film américain réalisé par Mitchell Leisen et sorti en 1941.

## Synopsis
Un gigolo roumain, George Iscovescu, bloqué à Tijuana au Mexique par les services d'immigration américains, n’a qu’un rêve: franchir « la Porte d’or » qui mène aux États-Unis. Il doit être naturalisé et pour cela il est prêt à tout. La providence vient en la personne d’Emmy Brown, une naïve institutrice bloquée dans la petite ville mexicaine par une panne de voiture. George décide de la séduire. Très vite il l’épouse, avec l'intention de divorcer une fois la frontière franchie en tant qu’Américain. Ses ennuis vont commencer quand il va réaliser qu'il est réellement amoureux d'elle. Jalouse, Anita, la maîtresse de George, apprend toute la vérité à Emmy.

## Fiche technique
- Titre : Par la porte d'or
- Titre original : Hold Back the Dawn
- Réalisation : Mitchell Leisen
- Scénario : Billy Wilder, Charles Brackett, Richard Maibaum (non crédité) et Manuel Reachi (non crédité) d'après l'histoire de Ketti Frings (en)
- Direction artistique : Hans Dreier et Robert Usher
- Costumes : Edith Head
- Musique : Victor Young
- Photographie : Leo Tover
- Montage : Doane Harrison
- Producteur : Arthur Hornblow Jr.
- Société de production et de distribution : Paramount Pictures
- Pays de production : États-Unis
- Langue : Anglais
- Format : Noir et blanc - Son : Mono (Western Electric Mirrophonic Recording)
- Genre : Drame romantique
- Durée : 125 minutes
- Dates de sortie :
  - États-Unis : 11 septembre 1941 première à New York
  - États-Unis : 26 septembre 1941
  - France 2 novembre 1944
- Affiche : Jacques Bonneaud (France)

## Distribution
- Charles Boyer : George Iscovescu
- Olivia de Havilland : Emmy Brown
- Paulette Goddard : Anita Dixon
- Victor Francen : Van Den Luecken
- Walter Abel : Inspecteur Hammock
- Curt Bois : Bonbois
- Rosemary DeCamp : Berta Kurz
- Eric Feldary : Josef Kurz
- Nestor Paiva : Fred Flores
- Eva Puig : Lupita
- Micheline Cheirel : Christine
- Madeleine Lebeau : Anni
- Billy Lee : Tony
- Mikhail Rasumny : Mécanicien
- Charles Arnt : M. John MacAdams
- Arthur Loft : M. Elvestad
- Mitchell Leisen : M. Dwight Saxon
- Brian Donlevy : Un acteur
- Veronica Lake : Une actrice

Acteurs non crédités :
- Leon Belasco : M. Spitzer
- Karin Booth : Jeune femme au bureau
- Edward Fielding : Consul américain
- John Hamilton : Mac
- Soledad Jiménez : Femme d'un vieux paysan
- Ray Mala : Jeune marié mexicain

## Autour du film
- Le film fut un des plus estimés de l’année avec six nominations aux Oscars[1] mais il n’en gagna aucun.
Outre celui du meilleur film, de la meilleure actrice (Olivia de Havilland), de la photographie, de la musique et de la direction artistique, Charles Brackett et Billy Wilder furent nommés pour l'Oscar du meilleur scénario adapté. Scénaristes très cotés en ce début des années quarante, ils avaient en duo déjà signé huit scénarios, dont La Huitième Femme de Barbe-Bleue, Ninotchka (pour lequel ils obtinrent également une nomination) et Boule de feu[2]. Brackett et Wilder avaient également scénarisés deux films du réalisateur Mitchell Leisen, La Baronne de minuit et Arise, My Love. Par la porte d'or est le troisième et dernier film du trio qui va délaisser la comédie pour le mélodrame romantique[3].
Sur le tournage, les rapports entre Billy Wilder et Mitchell Leisen vont être plutôt houleux[2]. Wilder vit une période de frustration en subissant le manque de pouvoir des scénaristes sur leur travail: producteurs, réalisateurs et acteurs remaniant leurs textes à leur convenance. Ainsi Charles Boyer refuse de tourner la scène d’introduction où il doit confesser son histoire à un cafard[2]. La scène est supprimée à la grande fureur de Wilder[4]. Les scénaristes se vengeront en favorisant les dialogues d’Olivia de Havilland au détriment de ceux de Charles Boyer[5]. De plus, Wilder qui se plait à contempler les tournages pour alimenter ses désirs de réalisation, se voit interdit de plateau par Leisen[2]. Wilder déclare par la suite que s’il est devenu réalisateur c’est qu’il ne voulait plus que Leisen massacre ses scénarios[6]. Il réalisera son premier film américain, Uniformes et Jupons courts, l’année suivante. De son côté Leisen lui reprochera deux choses : « Il vient d’Europe centrale et il est têtu comme une mule quand on touche à son texte »[7].

- Le film est construit en flash-back[8]. Il débute sur Charles Boyer s’introduisant sur un plateau de tournage de la Paramount Pictures pour raconter et vendre son histoire à un réalisateur[1]. La scène est réellement tournée sur les plateaux de L'Escadrille des jeunes (I Wanted Wings) avec Mitchell Leisen dans son propre rôle[3]. On peut apercevoir Veronica Lake au téléphone qui fut révélée dans ce film consacré à l’aviation.

- Empruntée à la Warner Bros., Olivia de Havilland est nommée pour la meilleure actrice mais la statuette lui échappa au profit de sa sœur, Joan Fontaine. Elle obtiendra son premier Oscar cinq ans plus tard pour son rôle dans À chacun son destin avec pour metteur en scène Mitchell Leisen lui-même.